# Плещеев, Осип Тимофеевич
О́сип Тимофе́евич Плеще́ев (?—1605, Караманское поле) — московский дворянин и воевода. Владел поместьями в Вяземском, Ржевском и Суздальском уделах. Принимал участие в Русско-шведской войне 1590—1595 гг., отражении набегов крымских татар на Москву в 1591 году и во время Серпуховского похода 1598 года. Погиб во время «Шевкальского похода» в 1605 году.

## Биография
Зимой 1589—1590 годов участвовал в походе Фёдора I на шведского короля Юхана III. В январе, в ходе кампании, у шведов были отбиты русские города и крепости Ивангород, Копорье и Ям (современный Кингисепп), ранее перешедшие в ходе Ливонской войны в шведские владения.
С 18 января по февраль участвовал в осаде Ругодива (Нарвы). Числился 2-м воеводой сторожевого полка. В январе под стенами города шведскому войску под командованием Густава Банера было нанесено поражение, однако последовавший 18 февраля штурм русскими войсками Ругодива не увенчался успехом. Несмотря на это, 25 февраля Густав был вынужден вступить в переговоры.
В 1591 году принимал участие в сражениях с крымскими татарами во время их последнего прорыва во главе с Кази-Гиреем Боры к Москве.
В 1592 году назначен 3-м воеводой после М. Салтыкове и М. Лошаков-Колычёва в Гдове.
В июле 1592 года ходил 2-м воеводой в передовом полку под командованием полкового воеводы С. Сабурова «по свейским вестем» (шведским землям) от Яма к Выборгу.
Под 1593 годом упоминается в «Разрядной книге» 1-м воеводой в обозе на р. Оке — «А у обозу: воеводы, Осип Плещеев да Иван Афонасев Нащокин».
Царским указом от 10 февраля 1595 года О. Плещеев назначен воеводой в Сургуте, сменив на воеводстве князя Фёдора Борятинского. Проводил сбор ясака с коренного населения — остяков.
В 1596 году воевода О. Плещеев и письменный голова И. Колемин в своей отписке в Москву сообщали о военном союзе властителя Пегой Орды Вони и бывшим властелином Сибирского ханства Кучумом, «чтоб весною (1597 г.) со всеми своими людьми идти против Сургута…».
В следующем 1597 году из Москвы пришёл приказ о посылке войска на Пегую орду «да и на те волости, которые стоят по Оби вверх, а государю непослушны, и ясака государева не платят». О. Плещеевым была снаряжена экспедиция письменного головы Ивана Колемина.
В апреле 1598 года, по вступлении на престол Б. Годунова, О. Плещеев участвовал в Серпуховском походе против крымского хана Кази-Гирея, шедшего на русские земли.
В 1599 году О. Плещеев отправлен на воеводство в Астрахань под начало астраханского воеводы князя И. В. Сицкого. В дальнейшем у них произошёл местнический спор, который Плещеев выиграл, благодаря доносу на своего соперника.
В 1604 году во главе астраханских стрельцов прибыл на Терек и осенью выступил 2-м воеводой под командованием окольничего воеводы И. Бутурлина в поход на казикумухского шамхала. В ходе экспедиции кумыкам был нанесён ряд поражений и захвачены стратегически важные пункты. В октябре приступом была взята столица Казикумухского шамхальства — Тарки. При штурме О. Плещеев руководил одной из двух штурмующих колонн состоявшей из детей боярских и казаков.
В 1605 году шамхал обратился за помощью к османскому султану Ахмеду I. Весной объединённые силы османских янычар, крымских татар и дагестанцев осадили Тарки и попытались взять их штурмом, однако приступ был отражён с огромными потерями для обеих сторон. Противоборствующие стороны вступили в переговоры. Воеводы Иван Бутурлин, Осип Плещеев и Иван Полев согласились покинуть Тарки на условиях свободного выхода. Османский паша и шамхал поклялись на Коране «по вере своей», что не причинят никакого вреда уходящей русской рати.

## Гибель
Движимые жаждой мести, кумыки и их союзники (черкесы, аварцы, даргинцы и др.) не сдержали данной ими клятвы и нагнали, расположившуюся на бивак (привал) в устье реки Шура-озень, русскую рать. Окружив со всех сторон, дагестанцы внезапно напали на беспечно отдыхающего противника. Русские не успели принять боевой порядок и использовать «огненный бой». Произошла кровопролитная рукопашная схватка. «Все воеводы и ратные люди на том порешили, что ни единому человеку живым в руки не даться и биться до конца». В плен никто не сдавался, и русская рать была полностью истреблена. Вместе с другими воеводами, сотниками, атаманами и рядовыми ратниками погиб и Осип Плещеев. Вместе с ним в той битве погибли его сыновья Богдан и Лев.

## Семья
Осип младший из 5-и сыновей опричника Тимофея Фёдоровича Плещеева.
Имя жены Осипа неизвестно.
Дети:
- Богдан (? — 1605 †), (погиб вместе с отцом)
- Лев (? — 1605 †), (погиб вместе с отцом)
- Андрей, воевода